# Bernhard Trares

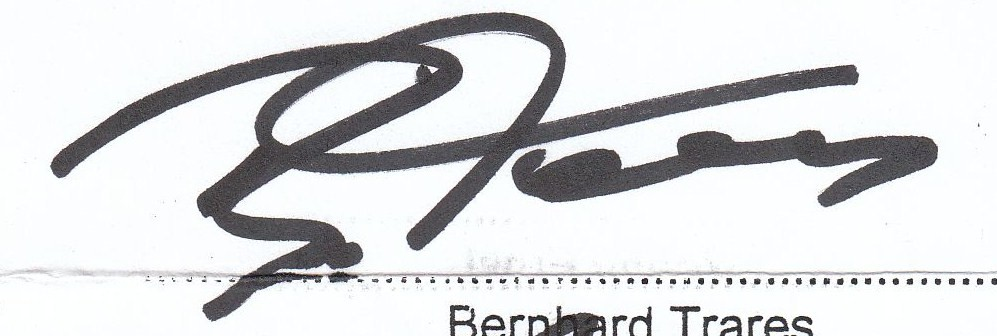
Autogramm von Bernhard Trares aus seiner aktiven Zeit bei 1860 München.

Bernhard Trares (* 18. August 1965 in Bensheim) ist ein ehemaliger deutscher Fußballspieler und jetziger Fußballtrainer.

## Spielerkarriere
Nachdem er bis 1982 beim SV Kirschhausen aktiv gewesen war, wechselte Trares in die Jugend von Eintracht Frankfurt, mit der er 1983 Deutscher A-Junioren Meister wurde. Noch als A-Jugend-Spieler schoss er am 16. Juli 1983 mit einem Distanzschuss im Finale um die Deutsche A-Jugend Meisterschaft in Marburg gegen den 1. FC Köln das Tor des Monats.
Trares’ Profilaufbahn begann 1985 in der Zweiten Liga beim SV Darmstadt 98. Für die „Lilien“ bestritt er in vier Spielzeiten 126 Spiele und erzielte dabei als Mittelfeldspieler 28 Tore. 1989 ging er nach Aachen zur Alemannia, mit der er nach seiner ersten Saison abstieg. Danach wechselte er zum TSV 1860 München, mit dem er ebenfalls zunächst ab- und dann zweimal bis in die Bundesliga wieder aufstieg. Nach drei Jahren Bundesligafußball in München ging Trares 1997 an die Weser zu Werder Bremen. Hier wurde er einer der Garanten in der Abwehr und trug so 1999 wesentlich zum Pokalsieg der Bremer bei. 2001 wechselte der mittlerweile 35-Jährige wieder in die Zweite Liga; zunächst spielte er für eine Saison beim SV Waldhof Mannheim, danach noch zwei Spielzeiten für den Karlsruher SC.
Insgesamt machte Trares 183 Spiele in der Bundesliga und erzielte dabei 16 Tore; in der Zweiten Liga waren es 281 Spiele und 46 Tore.

## Trainerkarriere
Ab Dezember 2004 war Trares als Co-Trainer bei seinem ehemaligen Arbeitgeber 1860 München tätig. Er assistierte dort den Trainern Reiner Maurer und Walter Schachner. Nach der Saison 2005/06 verließ er den TSV 1860 München, um die Ausbildung zum Fußballlehrer zu machen. Im Januar 2007 verpflichtete ihn Wormatia Worms als Cheftrainer. Mit der Wormatia gewann er in seiner ersten Saison den Südwestpokal und qualifizierte sich für den DFB-Pokal. Außerdem qualifizierte sich Bernhard Trares mit seiner Mannschaft in dieser Saison für die Regionalliga. Am 28. April 2009 wurde er aufgrund der sportlichen Situation – die Wormatia stand auf dem 16. Tabellenplatz der Regionalliga West – beurlaubt. Am 17. November 2010 wurde Trares als Nachfolger von Ramon Berndroth beim FSV Frankfurt vorgestellt. Er übernahm die U23-Mannschaft des Zweitligisten, die in der Saison 2010/11 als Aufsteiger in der Regionalliga Süd spielte. Zur Saison 2011/12 übernahm Trares den Posten des Cheftrainers der zweiten Mannschaft des FC Schalke 04, wo er am 5. August 2011 im Spiel gegen die zweite Mannschaft von Bayer 04 Leverkusen sein Trainerdebüt gab. Am 19. Mai 2014 gab der Verein bekannt, dass Trares eine neue Position im Verein erhalten werde und Jürgen Luginger sein Nachfolger als Trainer der U23 wird.
Seit der Saison 2015/16 war Trares als Co-Trainer von Bruno Labbadia beim Hamburger SV tätig. Des Weiteren wurde er zudem als „Übergangs-Trainer“ von Spielern der U19 bis U23 des HSV verpflichtet. Trares’ Aufgabe bestand darin, als Ansprechpartner für die Nachwuchsspieler zur Verfügung zu stehen und darüber hinaus im intensiven Austausch mit deren Nachwuchstrainern zu sein. Am 25. September 2016 wurde er vom HSV nach einem schlechten Saisonstart zusammen mit Bruno Labbadia und Eddy Sözer beurlaubt.
Im Januar 2018 wurde Trares Trainer des SV Waldhof Mannheim in der Regionalliga Südwest. Er führte die Mannschaft in die Relegation um den Aufstieg in die 3. Liga. Die Waldhöfer waren in den Aufstiegsspielen gegen KFC Uerdingen 05 jedoch nicht erfolgreich, die Mannschaft verblieb mit Trainer Trares in der Regionalliga Südwest. Jedoch gelang ihm in der Folgesaison mit dem SV Waldhof der direkte Aufstieg in die 3. Liga. Sein Vertrag lief bis Juni 2020. Am 1. Juli 2020 teilte der Verein mit, dass sowohl der Vertrag von Cheftrainer Trares als auch der des Co-Trainers Benjamin Sachs nicht weiter verlängert würden.
Am 9. November 2020 übernahm Trares die Würzburger Kickers, die nach dem 7. Spieltag der Saison 2020/21 mit einem Punkt auf dem letzten Platz der 2. Bundesliga standen. Nach Michael Schiele (1. und 2. Spieltag) und Marco Antwerpen (3. bis 7. Spieltag) war er der bereits dritte Cheftrainer der Kickers in dieser Spielzeit. Nachdem die Kickers in den folgenden 18 Spielen 15 Punkte geholt hatten, trennte sich der Verein Anfang April 2021 von Trares, als der Rückstand auf den Relegationsplatz sieben Punkte betrug.
Vom 5. Dezember 2022 bis zum 3. April 2023 stand Trares als Co-Trainer von Bruno Labbadia beim VfB Stuttgart unter Vertrag. Im September 2024 kehrte er nach der Entlassung von Marco Antwerpen als Cheftrainer zum SV Waldhof Mannheim zurück. Nach nur neun Siegen in 26 Spielen wurde Trares am 9. April 2025 als Cheftrainer wieder freigestellt.